# Santa Magdalena de Pulpis

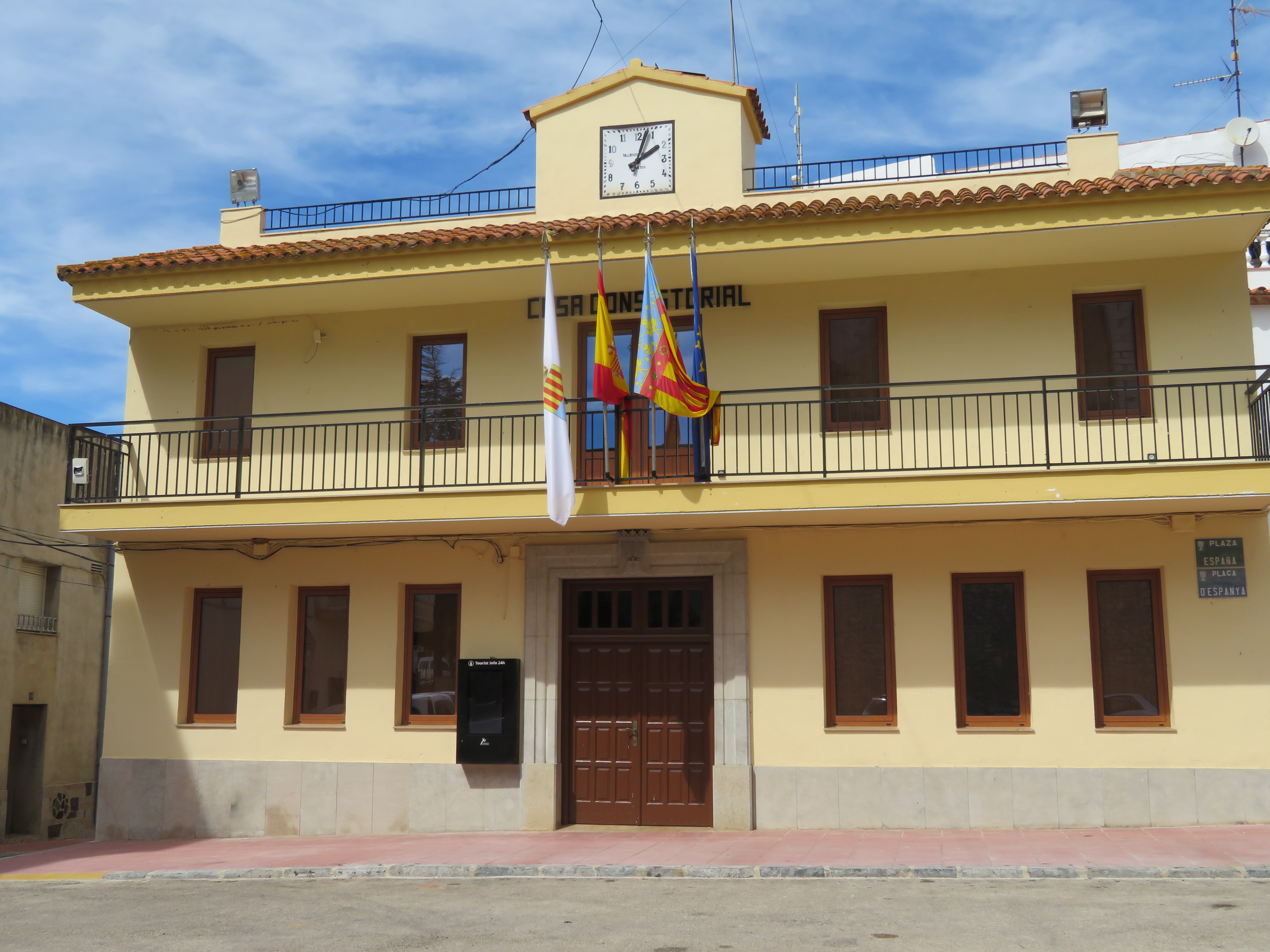
Ayuntamiento de Santa Magdalena de Pulpis

Santa Magdalena de Pulpis, en castillan et officiellement (Santa Magdalena de Polpís en valencien), est une commune d'Espagne de la province de Castellón dans la Communauté valencienne. Elle est située dans la comarque du Baix Maestrat et dans la zone à prédominance linguistique valencienne.

## Géographie

Localisation de Santa Magdalena de Pulpis
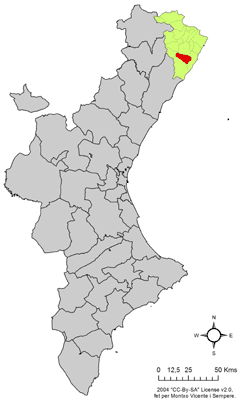
dans la Communauté valencienne.
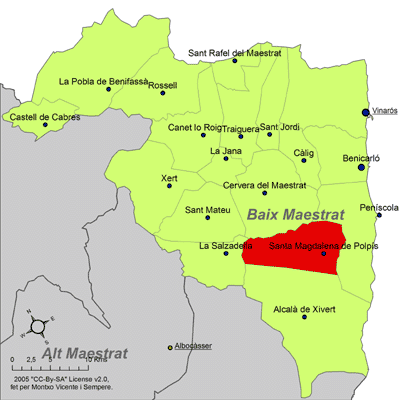
dans la comarque du Baix Maestrat.

Santa Magdalena de Pulpis est située sur les contreforts de la Sierra de Irta, dans le secteur oriental de la comarque.
On y accède depuis Castellón en prenant la N-340 ou la AP-7.

### Localités limitrophes
Santa Magdalena de Pulpis est voisine des localités de Cervera del Maestre, Peñíscola, Alcalá de Chivert et Salsadella toutes dans la province de Castellón.

## Démographie
| 1990 | 1994 | 1998 | 2002 | 2004 | 2006 | 2008 | 2010 | 2012 |
| ---- | ---- | ---- | ---- | ---- | ---- | ---- | ---- | ---- |
| 757  | 724  | 693  | 786  | 812  | 836  | 874  | 841  | 876  |

## Administration
| Liste des maires |                           |           |         |
| Période          | Identité                  | Parti     | Qualité |
| 1979-1983        | Luis Sospedra Tortajada   | PSPV-PSOE | -       |
| 1983-1987        | Luis Sospedra Tortajada   | PSPV-PSOE | -       |
| 1987-1991        | Luis Sospedra Tortajada   | PSPV-PSOE | -       |
| 1991-1995        | Luis Sospedra Tortajada   | PSPV-PSOE | -       |
| 1995-1999        | José M. Tortajada Segarra | PP        | -       |
| 1999-2003        | José M. Tortajada Segarra | PP        | -       |
| 2003-2007        | José M. Tortajada Segarra | PP        | -       |
| 2007-2011        | Sergio Bou Ayza           | PSPV-PSOE | -       |
| 2011-            | Sergio Bou Ayza           | PSPV-PSOE | -       |

## Histoire
La première zone de d'occupation a été le château de Polpís - dont il ne reste qu'une partie de la tour de l'Homenaje, la porte principale et quelques pans de murailles- et un petit hameau situé au pied du château. En janvier 1190, Santa Magdalena de Pulpis fut donnée par Alphonse II d'Aragon aux templiers, alors qu'elle était encore au pouvoir des musulmans. Conquise en 1233 par le Maître du Temple, elle reçut une charte de peuplement (Carta Puebla) en février 1287, suivant les coutumes (fuero) de Valence. Elle appartint ensuite à l'Ordre de Montesa, qui succéda à celui du Temple, dans la Couronne d'Aragón; Polpís fit partie de la commanderie de Alcalá de Chivert. La petite enclave de Polpís avait 30 maisons en 1329, et en 1845 elle en avait 160.

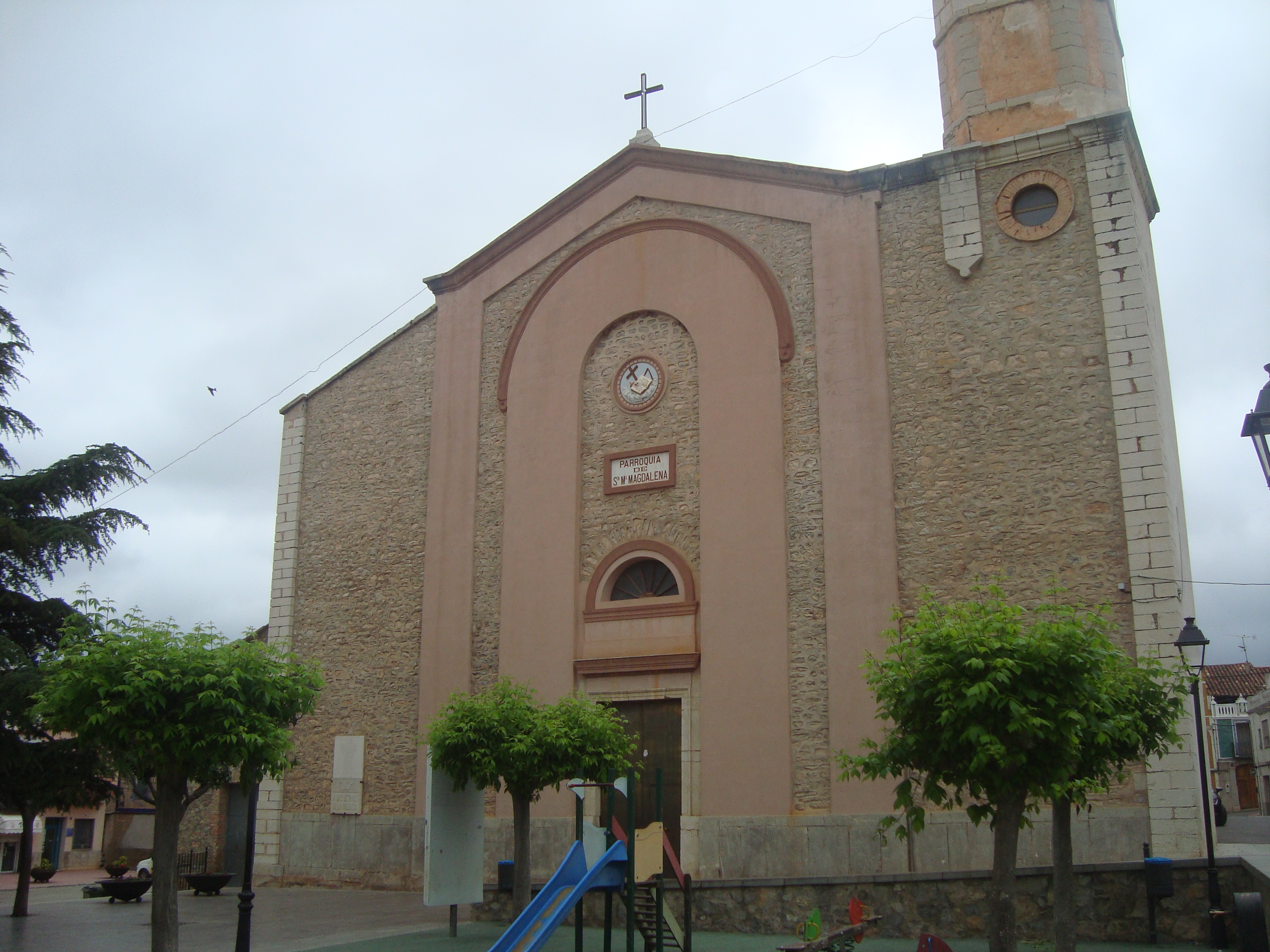
Église Paroissiale du Santa Magdalena de Pulpis

## Économie
Basée traditionnellement sur l'agriculture (culture des amandiers, caroubiers et oliviers, sur les terrains secs, et jardinage sur les terrains irrigués.

## Monuments
- Château. Dressé sur la Sierra d'Irta, il est d'origine arabe.
- Ayuntamiento (mairie).
- Église Paroissiale, du XIXe siècle et dédiée à Santa Magdalena.
- Ermitage Sant Vicent, but d'un pèlerinage le lundi suivant le lundi de pâques.

## Fêtes locales
- San Antonio Abad. Elle se célèbre le 17 janvier.
- Fiestas Patronales. Elles se célèbrent le el 22 juillet en l'honneur de Santa María Magdalena